# Batalion Junkierski
Batalion Junkierski (ros. Юнкерский батальон) – jeden z pierwszych oddziałów wojskowych Armii Ochotniczej podczas wojny domowej w Rosji.
Na pocz. listopada 1917 r. do Nowoczerkaska przybyła pierwsza grupa kilkunastu oficerów armii carskiej na czele z gen. Michaiłem W. Aleksiejewem. Wkrótce przyjechało 25 dalszych oficerów pod przywództwem sztabskpt. Wasilija D. Parfienowa. Wszyscy oficerowie zostali zgrupowani w Mieszanej Kompanii Oficerskiej, dowodzonej przez sztabskpt. W.D. Parfienowa. Następnie przeprowadzono oficjalne zapisy do antybolszewickiej Aleksiejewskiej Organizacji. 15 listopada została sformowana Kompania Junkierska spośród junkrów i kadetów z Mieszanej Kompanii Oficerskiej. Na jej czele stanął sztabskpt. W.D. Parfienow. 1 pluton składał się z junkrów różnych szkół piechoty, głównie pawłowskiej, 2 pluton – szkół artyleryjskich, 3 pluton – szkół morskich, zaś 4 pluton – kadetów. 19 listopada, po przybyciu większej liczby junkrów-artylerzystów, 2 pluton został przekształcony w Mieszaną Baterię Michajłowsko-Konstantynowską. Kompania Junkierska w wyniku ciągłego napływu ochotników rozrosła się w batalion w składzie kompanii junkierskiej sztabsrtm. Konstantina I. Skasyrskiego i kompanii kadeckiej sztabskpt. Mstisława W. Miezernickiego. W II poł. listopada oddział liczył ponad 150 żołnierzy. 26 listopada doszło do pierwszego boju z oddziałami bolszewickimi, kiedy mieszany oddział księcia płk. I.K. Chowańskiego (m.in. junkrzy) szturmował Rostów nad Donem, zdobywając miasto 2 grudnia. W międzyczasie 27 listopada Batalion Junkierski wraz z półsotnią dońskiej kozackiej szkoły wojskowej został koleją skierowany do Nachiczewania nad Donem w celu odrzucenia nacierających oddziałów bolszewickich. W ciężkiej walce polegli prawie wszyscy kadeci plutonu kpt. Donskowa. Po zwycięskim boju oddział powrócił do Nowoczerkaska. Po rozpoczęciu w nocy z 9 na 10 lutego 1918 r. przez Armię Ochotniczą 1 Kubańskiego (Lodowego) Marszu przeszła ona reorganizację 11–13 lutego w stanicy Olginskaja. Żołnierze Batalionu Junkierskiego weszli w skład 1 kompanii Samodzielnego Batalionu Junkierskiego gen. mjr. Aleksandra A. Borowskiego.